# André Göransson
André Göransson (* 30. April 1994 in Höllviken) ist ein schwedischer Tennisspieler.

## Karriere
Göransson spielte für die University of California, Berkeley von 2013 bis 2017 College Tennis. Bereits vor sowie während seiner Collegezeit nahm er auch schon an Turnieren der ITF Future Tour sowie der ATP Challenger Tour teil. 2015 erhielt er für das Challenger-Turnier in Tiburon eine Wildcard in der Doppelkonkurrenz und gewann mit Florian Lakat seine Auftaktpartie gegen Dustin Brown und Denis Kudla. In der Folge stand er noch in zwei Future Finals und schied beim Challenger in Båstad in der ersten Runde aus.
Sein erster Triumph auf der Challenger Tour gelang ihm im September 2017. Wieder mit einer Wildcard startend gewann er mit Lakat das Turnier in Tiburon. Auf dem Weg ins Finale bezwangen sie zwei gesetzte Paarungen und schlugen im Finale das topgesetzte Duo Marcelo Arévalo und Miguel Ángel Reyes Varela glatt in zwei Sätzen. Durch diesen Erfolg machte Göransson, der davor immer außerhalb der Top 1000 der Weltrangliste rangierte, einen Sprung von über 500 Plätzen. Durch zwei weitere Titel auf der Future Tour steigerte er sich weiter und erreichte mit dem 300. Rang im Juni 2018 seine beste Platzierung im Doppel.
2019 gab er sein Debüt für die schwedische Davis-Cup-Mannschaft.

## Erfolge
| Legende (Anzahl der Siege) |
| Grand Slam                 |
| ATP Finals                 |
| ATP Tour Masters 1000      |
| ATP Tour 500 (1)           |
| ATP Tour 250 (2)           |
| ATP Challenger Tour (14)   |

| ATP-Titel nach Belag |
| Hartplatz (1)        |
| Sand (1)             |
| Rasen (1)            |

### Doppel

#### Turniersiege

##### ATP Tour
| Nr. | Datum           | Turnier | Belag     | Partner             | Finalgegner                        | Ergebnis         |
| --- | --------------- | ------- | --------- | ------------------- | ---------------------------------- | ---------------- |
| 1.  | 8. Februar 2020 | Pune    | Hartplatz | Christopher Rungkat | Jonathan Erlich Andrej Wassileuski | 6:2, 3:6, [10:8] |
| 2.  | 21. Juli 2024   | Newport | Rasen     | Sem Verbeek         | Robert Cash JJ Tracy               | 6:3, 6:4         |
| 3.  | 20. April 2025  | München | Sand      | Sem Verbeek         | Kevin Krawietz Tim Pütz            | 6:4, 6:4         |

##### ATP Challenger Tour
| Nr. | Datum             | Turnier       | Belag         | Partner            | Finalgegner                               | Ergebnis           |
| --- | ----------------- | ------------- | ------------- | ------------------ | ----------------------------------------- | ------------------ |
| 1.  | 1. Oktober 2017   | Tiburon       | Hartplatz     | Florian Lakat      | Marcelo Arévalo Miguel Ángel Reyes Varela | 6:4, 6:4           |
| 2.  | 28. Juli 2018     | Tampere       | Sand          | Markus Eriksson    | Iwan Gachow Alexander Pawljutschenkow     | 6:3, 3:6, [10:7]   |
| 3.  | 23. Februar 2019  | Morelos       | Hartplatz     | Marc-Andrea Hüsler | Gonzalo Escobar Luis David Martínez       | 6:3, 3:6, [11:9]   |
| 4.  | 27. Juli 2019     | Granby        | Hartplatz     | Sem Verbeek        | Li Zhe Hugo Nys                           | 6:2, 6:4           |
| 5.  | 7. September 2019 | Cassis        | Hartplatz     | Sem Verbeek        | Sander Arends David Pel                   | 7:66, 4:6, [11:9]  |
| 6.  | 23. Januar 2021   | Istanbul      | Hartplatz (i) | David Pel          | Lloyd Glasspool Harri Heliövaara          | 4:6, 6:3, [10:8]   |
| 7.  | 8. Mai 2021       | Biella        | Sand          | Nathaniel Lammons  | Rafael Matos Felipe Meligeni Alves        | 7:63, 6:3          |
| 8.  | 13. August 2022   | Chicago       | Hartplatz     | Ben McLachlan      | Evan King Mitchell Krueger                | 6:4, 6:73, [10:5]  |
| 9.  | 20. August 2022   | Vancouver     | Hartplatz     | Ben McLachlan      | Treat Huey John-Patrick Smith             | 6:74, 7:67, [11:9] |
| 10. | 7. Januar 2023    | Canberra      | Hartplatz     | Ben McLachlan      | Andrew Harris John-Patrick Smith          | 6:3, 5:7, [10:5]   |
| 11. | 25. Februar 2023  | Monterrey     | Hartplatz     | Ben McLachlan      | Luis David Martínez Cristian Rodríguez    | 6:3, 6:4           |
| 12. | 18. November 2023 | Drummondville | Hartplatz (i) | Toby Samuel        | Liam Draxl Giles Hussey                   | 6:72, 6:3, [10:8]  |
| 13. | 25. November 2023 | Brasília      | Hartplatz     | Nicolás Barrientos | Marcelo Demoliner Rafael Matos            | 7:63, 4:6, [11:9]  |
| 14. | 3. August 2024    | Lexington     | Hartplatz     | Sem Verbeek        | Yūta Shimizu James Trotter                | 6:4, 6:3           |

#### Finalteilnahmen
| Nr. | Datum            | Turnier           | Belag     | Partner           | Finalgegner                        | Ergebnis          |
| --- | ---------------- | ----------------- | --------- | ----------------- | ---------------------------------- | ----------------- |
| 1.  | 28. Mai 2021     | Belgrad           | Sand      | Rafael Matos      | Jonathan Erlich Andrej Wassileuski | 4:6, 1:6          |
| 2.  | 26. Februar 2022 | Santiago de Chile | Sand      | Nathaniel Lammons | Rafael Matos Felipe Meligeni Alves | 6:78, 6:73        |
| 3.  | 1. Mai 2022      | Estoril           | Sand      | Máximo González   | Nuno Borges Francisco Cabral       | 2:6, 3:6          |
| 4.  | 28. Juli 2024    | Atlanta           | Hartplatz | Sem Verbeek       | Nathaniel Lammons Jackson Withrow  | 6:4, 4:6, [10:12] |

## Abschneiden bei Grand-Slam-Turnieren

### Doppel
| Turnier         | 2021 | 2022 | 2023 | 2024 | 2025 | Karriere |
| --------------- | ---- | ---- | ---- | ---- | ---- | -------- |
| Australian Open | —    | 1    | 2    | 2    | HF   | HF       |
| French Open     | —    | 1    | 1    | 1    | 2    | 2        |
| Wimbledon       | VF   | 1    | 1    | —    | 1    | VF       |
| US Open         | 1    | 2    | 2    | 2    |      | 2        |

Zeichenerklärung: S = Turniersieg; F, HF, VF, AF = Einzug ins Finale / Halbfinale / Viertelfinale / Achtelfinale; 1, 2, 3 = Ausscheiden in der 1. / 2. / 3. Hauptrunde; Q1, Q2, Q3 = Ausscheiden in der 1. / 2. / 3. Qualifikationsrunde; nicht ausgetragen